# 2،1-ديوكسيتان
2,1-ديوكسيتان هو مركب عضوي حلقي غير متجانس مشبع له الصيغة الكيميائية C2O2H4.
يتألف المركب بنيوياً من حلقة رباعية حاوية على ذرتي أكسجين متجاورتين. يعد المركب أحد متصاوغين من مركبات ديوكسيتان، إذ أن المركب الآخر هو 3،1-ديوكسيتان. يمكن تصنيف المركب على أنه بيروكسيد عضوي.

## الأهمية الحيوية
تعد مشتقات 2,1-ديوكسيتان الكيتونية (ديوكسيتانون) من المركبات المسؤولة عن الضيائية الحيوية في بعض أنواع اليراع وسراج الليل (الديدان المتوهجة). وقد كان الاقتراح افتراضاً في بادئ الأمر، إلى أن برهن عليه بتحضير واصطناع مركب 4,3,3-ثلاثي ميثيل 2,1-ديوكسيتان، والذي أعطى وميضاً أزرق عند تفككه إلى الأسيتون وأسيتالدهيد بالتسخين إلى حوالي 60 °س. كما أمكن تحضير مشتق آخر وهو 4,4,3,3-رباعي ميثيل 2,1-ديوكسيتان والذي أبدى خواصاً ضوئية مشابهة.

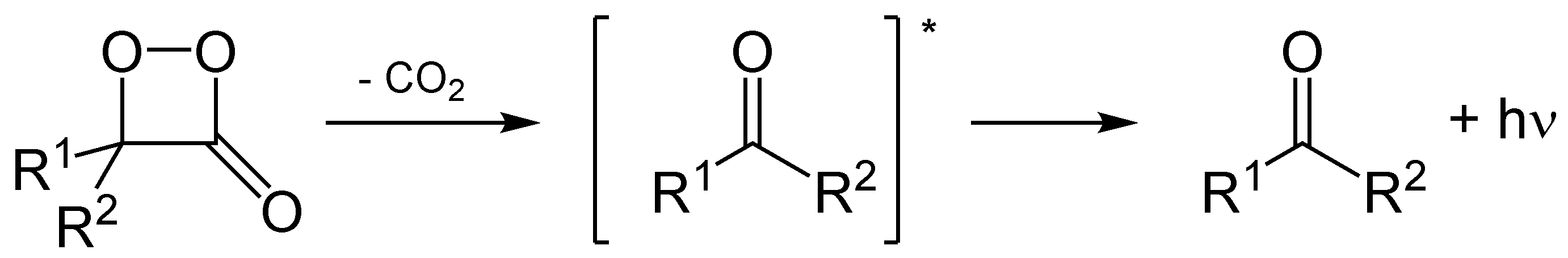
تفكك مشتق 2،1-ديوكسيتان وهو ديوكسيتانون بشكل مصدر للضوء.

## الاصطناع الحيوي
يتم الاصطناع الحيوي في الكائنات الحية انطلاقاً من لوسيفرين.

## اقرأ أيضاً
- 3،1-ديوكسيتان